# Jarmuk tábori csata (2015)
A 2015-ös Jarmuk-tábori csata 2015. áprilisban, a szíriai polgárháború alatt robbant ki, mikor az Iraki és Levantei Iszlám Állam megrohamozta a felkelők kezén lévő Jarmuk-tábort, Damaszkusz egyik kerületét, ahol Szíriában a legtöbb palesztin menekült él.

## Előzmények
2012. december 17-én a szabad Szíriai Hadsereg és kormányellenes palesztinok elfoglalták a tábort. Heves harcok után az FSA és a Szíriai Hadsereg megállapodott, hogy a tábor területe fegyvermentes zóna, ennek ellenére továbbra is megszállás alatt tartották, és elszórtan lövöldözések is előfordultak. A szír hadsereg megszállás alatt tartotta a tábort, s többek szerint emiatt 2014-ben körülbelül 200 ember halt éhen.

## A csata

### Az ISIL megszállja a tábort
Április 1-jén Hajar Al-Aswad felől az ISIL katonái léptek be a Jarmuki Menekülttábor területére, de másnap a szír hadsereg és a palesztinok kiűzték onnan őket. Április 4-én visszatértek az iszlamisták, és a tábor 90%-át elfoglalták. Az ISIL csapataiban a helyszínen belépett friss tagok is voltak. Ők azért csatlakoztak, mert haragudtak a szírekre, mivel éheztették őket. Ezen felül több, a tábort ellenőrző felkelő csoporttal is elégedetlenek voltak, mert "inkább lefizették a rezsim embereit, semmint hogy konfrontálódtak volna velük."
Április 5-én a Jaysh al-Islam azt mondta, az al-Nuszra Front megtagadta tőlük a bejutást a táborba, az ISIL-t viszont beengedte, emiatt ők inkább elpártolnak a többiektől. Az al-Nuszra Front erre válaszul kijelentette, hogy nézeteik ebben a kérdésben továbbra is semlegesek. Ők – állításaik szerint – a tűzszünet betartásáért jártak közben. Visszautasították az állítólagos elpártolást is. Ezalatt a hadsereg 13 bombát dobott le a tábor területére. Az ISIL-lel vívott csatákban az Aknaf Bait al-Maqdis egyik parancsnoka meghalt.
Április 6-án a hírek szerint az ISIL támadása miatt 3000 embert evakuáltak a táborból. Ugyanezen a napon a kormánybarát palesztin csoportok a Palesztin Felszabadítási Hadsereg, a Palesztin Felszabadítási Népfront és annak vezetősége, valamint a Fatah al-Intifada és ezek szövetségesei támadást indítottak az ISIL ellen. A jelentések szerint elfoglalták a Marokkó utcát, az Al-Ja’ounah utcát és a Mártírok Temetőjét, valamint 36 ISIL-katonát megöltek, és a tábor 40%-át megszerezték.
Április 7-én fegyvernyugvás volt, és ekkor az ISIL ellenőrizte a tábor 90%-át.

### A felkelők ellentámadása
Április 12-én a Jaysh al-Islam és szövetségeseik ellentámadást indítopttak az ISIL kezén lévő Hajar al-Aswad körzetben. és területeket szereztek itt meg. Egy éjszakai hadműveletben a Jaysh al-Islam visszaszerezte az ISIL-től a Jarmouk táborban az Al-Zein utcát.
Április 16-án az Aknaf Bait al-Maqdis és más csoportokkal vívott harcok után még mindig az ISIL és az al-Nuszra Front kezén volt a tábor 80%-a. Két nappal később a harcok átterjedtek Qaboun és Barzah környékére is. A felkelők az ISIL 9 harcosát elfogták további 12-t pedig megöltek.
Április 19-én egy aktivista azt nyilatkozta, az ISIL el akarta hagyni a tábort, de még nem tették meg. Arról is beszámolt, hogy a Jarmuk táborban az al-Nuszra Front az ISIL-lel szembe szállt, annak ellenére, hogy korábban a két csoport a környéken nagymértékben összedolgozott. Akkorra az Aknaf Bai al-Maqdis már feloszlott, és beolvadt a szír kormány csapataiba. Április 20-ra az ISIL támadásait mind a két körzetben visszaverték.

## Következmények
Miután az ISIL kivonult Qaboun és Barzah körzetekből, az ENSZ megpróbált segélyeket küldeni a táborban lakóknak. A terület azonban továbbra is el volt zárva, így a segélyszervezet munkatársai csak a táboron kívül maradtaknak tudtak segítséget nyújtani.. Eközben a területnek már csak 40%-a volt az ISIL fennhatósága alatt, további 20%-ért küzdöttek még. Eközben tovább folytak a tárgyalások arról, hogy a Jarmuk tábor fegyvermentes övezet legyen. És hogy minden fegyveres hagyja el a területet.
A kormány csapatai és az ISIL között május végéig folytak az összetűzések. A jarmuki palesztin harcosok június 8-án arról számoltak be, hogy Damaszkuszból kiűzte az ISIL harcosait. Három héttel később viszont arról érkeztek hírek, hogy a Jarmuk tábor még mindig a Szír Hadsereg ellenőrzése alatt áll.

## Külföldi reakciók
- – Marie Harf külügyi szóvivő elítélte az ISIL-nek a Jarmuk táborban véghez vitt tetteit.[14]
- – Az Egyiptomi Külügyminisztérium szintén elítélte az ISIL tettét, és felhívta a részt vevő feleket, hogy azonnal vessenek véget a háborúnak, oltalmazzák a polgári lakosság életét, és egyúttal Egyiptom szolidaritását fejezte ki a palesztin testvérnéppel.[36]
- – Az ENSZ BT azt sürgette, hogy „a polgári lakosság védelme érdekében” a humanitárius küldemények mindenképp érhessék el a tábor területét.[37]